# Banca móvil
La banca móvil es un servicio proporcionado por un banco u otra institución financiera que permite a sus clientes realizar una serie de transacciones financieras de forma remota mediante un dispositivo móvil como un teléfono móvil o tablet, y el uso de software, que generalmente se llama aplicación, proporcionadas por la institución financiera para tal propósito. La banca móvil está normalmente disponible las 24 horas. Algunas instituciones financieras tienen restricciones en algunas cuentas al acceder a través de la banca móvil, así como un límite en la cantidad que puede ser tranzado.
Los tipos de transacciones financieras que un cliente hace a través de banca móvil incluyen la obtención de saldos de la cuenta y la lista de transacciones más recientes, pagos de factura electrónica y transferencias de fondos entre cuentas de un cliente o a otro. Aunque realmente esto es variable con respecto al banco. Algunos también permiten copias de las declaraciones para ser descargadas y, a veces, impreso en las instalaciones del cliente; y algunos bancos cobran una tarifa para el envío de impresiones de estados de cuenta bancarios.
Desde el punto de vista del banco, la banca móvil reduce el costo de manipulación de transacciones reduciendo la necesidad que los clientes visiten una sucursal de banco para transacciones que no requieran retiro de efectivo y depósito. Las transacciones que involucran dinero en efectivo o documentos (tales como cheques) no son capaces de ser manejados a través de la banca móvil, y los clientes necesitan visitar un cajero automático o sucursal del banco para hacer retiros de efectivo y depósitos o hacer efectivo un cheque. 
La banca móvil difiere de los pagos móviles, que implica el uso de un dispositivo móvil para el pago de bienes o servicios, ya sea en el punto de venta o de forma remota, de forma análoga a la utilización de una tarjeta de débito o tarjeta de crédito para efectuar un pago por EFTPOS.

## Historia
Los primeros servicios de banca móvil utilizaban SMS, un servicio conocido como banca SMS. Con la introducción de los teléfonos inteligentes con soporte WAP habilitado permite el uso de la web móvil en 1999, el primer banco Europeo que comenzó a ofrecer servicios bancarios móviles en esta plataforma a sus clientes.
La banca móvil tiene hasta recientemente (2010) más a menudo se ha realizado a través de SMS o la web móvil. El éxito inicial del iPhone de Apple y el rápido crecimiento de los teléfonos basados en Android de Google han llevado a un aumento del uso de cliente especial los programas, llamadas aplicaciones, descargadas en el dispositivo móvil. Con eso dicho, los avances en las tecnologías web como HTML5, CSS3 y JavaScript han permitido que cada vez más bancos lancen servicios móviles basados en la web para complementar las aplicaciones nativas. Un estudio reciente (mayo de 2012) de Mapa Research sugiere que más de un tercio de los bancos tienen sistemas de detección de dispositivos móviles al acceder a los sitios web de los bancos. El usuario puede verse redirigido a una tienda de aplicaciones, a un sitio web dedicado para banca móvil o proporcionar un menú de opciones de banca móvil disponibles a elección del usuario.

## Una banca móvil conceptual
En un modelo académico, la banca móvil se define como:

"Banca móvil se refiere a la provisión y re-obtención de servicios bancarios y financieros con la ayuda de alcance de dispositivos de telecomunicaciones móviles. El alcance de los servicios ofrecidos puede incluir instalaciones para realizar transacciones bancarias y bursátiles, para disponer de las cuentas y acceder a la información personalizada."

De acuerdo con este modelo la banca móvil se puede decir que consta de tres conceptos interrelacionados:
- Contabilidad móvil.
- Corredor móvil.
- Servicios de información financieros móviles.

La mayoría de los servicios en las categorías designadas como corredores y contabilidad están basados en transacciones. Los servicios no basados en transacciones de carácter informativo, sin embargo son esenciales para la realización de transacciones; por ejemplo, las consultas de saldo podrían ser necesarias antes de cometer un envío de dinero. Por lo tanto, los servicios de contabilidad y de corredores se ofrecen, invariablemente, en combinación con los servicios de información. servicios de información, por el contrario, pueden ser ofrecidos como un módulo independiente.
La banca móvil también puede ser utilizado para ayudar en situaciones de negocios, así como financieros.

## Servicios bancarios móviles
Los típicos servicios de banca móvil pueden incluir:

### Información de cuenta
1. Mini-declaraciones y comprobante del historial de cuenta.
2. Alerta sobre actividad de cuenta o aprobación de umbrales fijados.
3. Seguimiento de los depósitos a plazo.
4. Acceso a las declaraciones de préstamo.p
5. Acceso a los extractos de la tarjeta.
6. Declaraciones de equidad / Fondo mutual.
7. Administración de póliza de seguro.

### Transacción
1. Las transferencias de fondos entre cuentas vinculadas del cliente.
2. Pagando a terceras partes, incluyendo los pagos de facturas y transferencias de fondos de terceros (véase, FAST).
3. Cheque de Depósito remoto.

### Inversiones
1. Servicios de gestión de cartera.
2. Cotizaciones de bolsa en tiempo real.
3. Notificaciones y alertas personalizadas sobre precios de los valores.

### Soporte
1. Estado de las solicitudes de crédito, incluyendo la aprobación de la hipoteca, y la cobertura del seguro.
2. Libreta de cheque y solicitudes de tarjetas.
3. Intercambio de mensajes de datos y correo electrónico, incluyendo la denuncia, presentación y seguimiento.
4. Ubicación del ATM.

### Servicios de contenido
1. Información general, como actualizaciones del clima, noticias.
2. Ofertas relacionadas con fidelidad.
3. Servicios basados en localización.

Un informe de la Reserva Federal de Estados Unidos (marzo de 2012) encontró que el 21% de los propietarios de teléfonos móviles habían utilizado la banca móvil en los últimos 12 meses. Sobre la base de una encuesta realizada por Forrester, la banca móvil era atractiva principalmente al segmento de clientes más jóvenes, "conocedores de la tecnología". Un tercio de los usuarios de telefonía móvil dicen que ellos pueden considerar hacer algún tipo de transacción financiera a través de su teléfono móvil. Pero la mayoría de los usuarios están interesados en realizar personalmente operaciones básicas tales como consulta de saldo de cuenta y hacer el pago de facturas.

### Funcionalidades futuras en la banca móvil
Sobre la base de los International Review of Business Research Papers del World Business Institute, Australia, se enumeran las tendencias funcionales clave que son posibles en el mundo de la banca móvil.
Con el advenimiento de la tecnología y el aumento del uso de teléfonos inteligentes y dispositivos basados en tableta, el uso de la funcionalidad de la banca móvil permitiría conectar al cliente a través de todo su ciclo de vida de forma mucho más amplia que antes. Con este escenario, los objetivos actuales de la banca móvil, es decir, la construcción de relaciones, reducción de costes, logrando nuevas fuentes de ingresos, se transformará para permitir nuevos objetivos y centrarse en las metas de nivel superior, tales como la construcción de la marca de la entidad bancaria. La tecnología emergente y otras funcionalidades que permitirían crear nuevas formas de generación de líderes, explorando así como desarrollando relaciones con los clientes y profundizando el mundo de la banca móvil alcanzaría una experiencia superior al cliente con comunicaciones bidireccionales. Entre los canales digitales, la banca móvil es una de las prioridades de inversión en claro en 2013 como los bancos minoristas tratan de sacar provecho de las características únicas para móviles, como los servicios basados en ubicación.
Ilustración de objetivo basado en el enriquecimiento de funcionalidad en Banca Móvil.
- Enriquecimiento de la comunicación: - Interacción de vídeo con agentes, asesores.
- Capacidades de transacciones generalizados: - "billetera móvil" Integral.
- Educación de los usuarios: - "Test drive" para demostraciones de servicios bancarios.
- Conectar con el nuevo segmento de clientes: - Conectar con la generación Y - Z usando juegos y redes sociales enfocados a las ofertas de los bancos sustituto.
- Monetización de contenido: - Temas de ingresos a nivel micro, como la música, descarga de libros electrónicos.
- Posicionamiento vertical: - Ofertas de posicionamiento sobre industrias específicas de banca móvil.
- Posicionamiento horizontal: - Ofertas de posicionamiento sobre la banca móvil a través de todas las industrias.
- Personalización de los servicios de banca corporativa: - Experiencia de personalización para múltiples funciones y jerarquías en la banca corporativa en comparación con mejoras basadas en vainilla un segmento en función del contexto actual.
- Construir Marca: - Construida la marca del banco al tiempo que mejoran las "Propiedades Móviles".

## Desafíos para una solución de banca móvil
Los desafíos clave en el desarrollo de una aplicación de banca móvil son sofisticados:

### Operabilidad portable
Hay un gran número de dispositivos de telefonía móvil y es un gran reto para los bancos ofrecer una solución de banca móvil en cualquier tipo de dispositivo. Algunos de estos dispositivos son compatibles con Java ME y otros soportan SIM Application Toolkit, un navegador WAP, o sólo SMS.
Sin embargo, se han sido localizado problemas de interoperabilidad iniciales, con países como India utilizando portales como "R-World" para habilitar las limitaciones de teléfonos basados en Java de gama baja, mientras que se centran en áreas como África del Sur no ha cumplido con el USSD como base de la comunicación realizable con cualquier teléfono.
El deseo de interoperabilidad depende en gran medida de los propios bancos, donde las aplicaciones instaladas (basado en Java o nativos) proporcionan una mejor seguridad, son más fáciles de usar y permiten el desarrollo de las capacidades más complejas similares a las de la banca por Internet, mientras que SMS puede proporcionar los fundamentos pero son difíciles de operar con transacciones más complejas.
Existe el mito de que hay un reto de la interoperabilidad entre las aplicaciones de banca móvil debido a la percepción de falta de estándares tecnológicos comunes para la banca móvil. En la práctica, es demasiado pronto en el ciclo de vida del servicio para la interoperabilidad que se abordarán en un país específico, ya que muy pocos países tienen más de un proveedor de servicios de banca móvil. En la práctica, la interfaz bancaria está bien definida y el movimiento de dinero entre bancos siguen el estándar IS0-8583. A medida que madura la banca móvil, los movimientos de dinero entre los proveedores de servicios, naturalmente, adoptarán las mismas normas que en el mundo de la banca.
En enero de 2009, el subcomité de bancos Mobile Marketing Association (MMA) presidido por CellTrust y VeriSign Inc., publicaron la Banca Móvil de Información general para las instituciones financieras en las que discuten las ventajas y desventajas de Plataformas del Canal móvil tales como los servicios de mensajes cortos (SMS), Internet móvil, Aplicaciones móvil cliente, SMS con Internet móvil y SMS seguros.

### Seguridad
Al igual que con la mayoría de dispositivos conectados a Internet, así como los dispositivos de telefonía móvil, las tasas de delitos cibernéticos están aumentando año tras año. Los tipos de delitos informáticos que puedan afectar a la banca móvil podría ir desde el uso no autorizado mientras cuando el propietario usa el inodoro, a hacking-remoto, o incluso bloqueos o interferencias a través de Internet o por flujos de datos de la red telefónica. En el mundo de la banca, las tasas de cambio pueden cambiar en milisegundos.
La seguridad de las transacciones financieras, que se ejecuta desde algún lugar y la transmisión de la información financiera de forma inalámbrica a distancia son los retos más complicados que necesitan ser abordados conjuntamente por los desarrolladores de aplicaciones móviles, proveedores de servicios de red inalámbricos y Departamentos de Tecnología de los bancos.
Los siguientes aspectos deben ser abordados para ofrecer una infraestructura segura para las transacciones financieras a través de la red inalámbrica:
1. Parte física del dispositivo de mano. Si el banco está ofreciendo la seguridad basada en tarjetas inteligentes, la seguridad física del dispositivo es más importante.
2. La seguridad de cualquier aplicación cliente que se ejecuta en el dispositivo. En caso de que el dispositivo sea robado, el hacker debe requerir al menos un ID/Contraseña para acceder a la aplicación.
3. Autentificación del dispositivo con el proveedor de servicios antes de iniciar una transacción. Esto garantizaría que los dispositivos no autorizados no estén conectados para realizar transacciones financieras.
4. ID/Contraseña de autenticación del cliente del banco.
5. Encriptación de los datos que se transmiten por aire.
6. Encriptación de los datos que serán almacenados en el dispositivo/Análisis offline del cliente.

Las contraseña de uso único (OTP por sus siglas en inglés) son la última herramienta utilizada por los proveedores de servicios financieros y bancarios en la lucha contra el fraude cibernético. En lugar de depender de contraseñas memorizadas tradicionales, las OTP son solicitadas por los consumidores cada vez que deseen realizar transacciones utilizando la interfaz de la banca en línea o móvil. Cuando se recibe la solicitud de la contraseña se envía al teléfono del consumidor a través de SMS. La contraseña caduca una vez que se ha utilizado una vez o su ciclo de vida programada ha expirado.
Debido a las preocupaciones explicadas anteriormente, es extremadamente importante que los proveedores de pasarelas SMS puedan proporcionar una calidad de servicio para los bancos e instituciones financieras en lo que respecta a los servicios de SMS. Por lo tanto, la prestación de los acuerdos de nivel de servicio (SLA) son un requisito para esta industria; es necesario contar con las garantías de entregar al cliente del banco todos los mensajes, así como mediciones de la velocidad de entrega, rendimiento, etc. El SLA da los parámetros de servicio en el que se garantiza una solución de mensajería.

### Escalabilidad y fiabilidad
Otro reto para los Directores de Tecnologías y Directores Técnicos de los bancos consiste en aumentar la escala de la infraestructura de la banca móvil para manejar el crecimiento exponencial de la base de clientes. Con la banca móvil, el cliente puede estar sentado en cualquier parte del mundo y por lo tanto los bancos deben asegurarse de que sus sistemas estén funcionando 24/7. A medida que los clientes encuentren la banca móvil cada vez más útil, sus expectativas de solución se incrementarán. Si los bancos no pueden satisfacer las expectativas de rendimiento y fiabilidad pueden perder la confianza del cliente. Hay sistemas como plataforma de transacciones móvil que permitiendo seguridad móvil y rápida que permita diversos servicios bancarios. Recientemente en la India ha habido un enorme crecimiento en el uso de aplicaciones de banca móvil, con los principales bancos que adoptan la plataforma de transacciones móviles y las normas de publicación del Banco Central para las operaciones de banca móvil.

### Distribución de aplicación
Debido a la naturaleza de la conectividad entre el banco y sus clientes, sería poco práctico esperar que los clientes visiten regularmente los bancos o conectarse a un sitio web para la actualización periódica de su aplicación de banca móvil. Se espera que la propia aplicación móvil compruebe las actualizaciones y descarguen los parches necesarios, las llamadas actualizaciones OTA ("Over The Air"). Sin embargo, podría haber muchos problemas para poner en práctica este enfoque, tales como actualización/sincronización de los otros componentes dependientes.
Adopción del usuario
Cabe señalar que los estudios han demostrado que un gran factor para tener banca móvil, es la falta de voluntad de cliente para adaptarse. Muchos consumidores, si están mal informados o no, no quieren comenzar a utilizar la banca móvil por varias razones. Estos pueden incluir la curva de aprendizaje asociada con la nueva tecnología, que tienen temores sobre los posibles riesgos de seguridad, simplemente no quieren comenzar a usar la tecnología, etc.

### Personalización
Es de esperar que la aplicación móvil pueda soportar la personalización, tales como:
1. Lenguaje preferido
2. Formato de Fecha / Hora
3. Formato de importe
4. Transacciones comunes
5. Lista de Beneficiario Estándar
6. Alertas

## Banca móvil en el mundo
Esta es una lista de países por el uso de la banca móvil, medido por el porcentaje de personas que tenían transacciones de banca móvil (no SMS) en los tres meses anteriores. Los datos se obtuvieron de Bain, Research Now and Bain, junto con GMI NPS surveys en 2012.
| Rango | País/Territorio | Uso en 2012 |
| ----- | --------------- | ----------- |
| 1     | Corea del Sur   | 47%         |
| 2     | China           | 42%         |
| 3     | Hong Kong       | 41%         |
| 4     | Singapur        | 38%         |
| 5     | India           | 37%         |
| 6     | España          | 34%         |
| 7     | Estados Unidos  | 32%         |
| 8     | México          | 30%         |
| 9     | Australia       | 27%         |
| 10    | Francia         | 26%         |
| 11    | Reino Unido     | 26%         |
| 12    | Tailandia       | 24%         |
| 13    | Canadá          | 22%         |
| 14    | Alemania        | 14%         |

Algunos países africanos como Kenia ocuparían los primeros puestos de la lista si se tuviera en cuenta la banca móvil SMS. El 38% de la población de Kenia está suscrita al sistema M-Pesa a fecha de 2011.
La banca móvil se utilizada en muchas partes del mundo con pequeña o nula infraestructura, especialmente en áreas remotas y rurales. Este aspecto de comercio móvil es también popular en países donde la mayoría de su población está desbancarizada. En la mayoría de estos sitios, los bancos sólo pueden encontrarse en las grandes ciudades, y los clientes tienen que hacer centenares de kilómetros de viaje hasta el banco más cercano.
En Irán, bancos como Parsian, Tejarat, Pasargad Bank, Mellat, Saderat, Sepah, EDBI, y Bankmelli ofrecen el servicio. Banco Industrial ofrece el servicio en Guatemala. Los ciudadanos de México pueden acceder a la banca móvil con Omnilife, Bancomer y MPower Venture. Safaricom de Kenia (parte del Grupo Vodafone) tiene el servicio M-Pesa, que se utiliza principalmente para transferir cantidades limitadas de dinero, pero se utiliza cada vez más para pagar facturas de servicios públicos. En 2009, Zain puso en marcha su propio negocio de transferencia de dinero móvil, conocido como ZAP, en Kenia y otros países africanos. Varios otros jugadores en Kenia, como Tangerine, MobiKash y Funtrench Limited también tienen una red independiente se transferencia de dinero móvil. En Somalia, las muchas empresas de telecomunicaciones ofrecen servicios bancarios móviles, siendo el más prominente Hormuud Telecom y su servicio ZAAD.
Telenor Pakistán también ha puesto en marcha una solución de banca móvil, en coordinación con Taameer Bank, bajo la etiqueta de Easy Paisa, que se inició a finales de 2009. Eko India Financial Services, el corresponsal del negocio del Banco Estatal de la India (SBI) y el Banco ICICI, ofrece cuentas bancarias, servicios de depósito, retiro y remesas, micro-seguros, y facilidades a sus clientes de micro-financiación (casi el 80% de los cuales son migrantes o pertenecen al segmento no bancarizado de la población) a través de la banca móvil.
En 2010, los usuarios de banca móvil se dispararon a más de 100 por ciento en Kenia, China, Brasil y EE. UU., con 200%, 150%, 110% y 100%, respectivamente.
Dutch Bangla Bank puso en marcha el primer servicio de banca móvil en Bangladés el 31 de marzo de 2011. Este servicio se puso en marcha con "Agent" y el apoyo de "Network" de operadores móviles, Banglalink y Citycell. Sybase 365, filial de Sybase, Inc. ha proporcionado soluciones de software con su socio local Neurosoft Technologies Ltd. Hay alrededor de 160 millones de personas en Bangladés, de los cuales, sólo el 13 por ciento tienen cuentas bancarias. Con esta solución, Dutch-Bangla Bank puede ahora llegar a la población rural con el acceso a servicios bancarios, de los cuales, el 45 por ciento son usuarios de teléfonos móviles. En el marco del servicio, cualquier teléfono móvil con suscripción a cualquiera de los seis operadores de telefonía móvil existentes de Bangladés sería capaz de utilizar el servicio. En virtud de los servicios de banca móvil, los 'Agentes' de banco nominados realizan actividades bancarias en nombre de los bancos, como la apertura de una cuenta de banca móvil, que proporciona servicios de caja (ingresos y pagos) y tratar con pequeños créditos. También se puede hacer retiros en efectivo de una cuenta móvil desde un cajero automático, validar cada transacción por "teléfono móvil y PIN' en lugar de 'Tarjeta y PIN'. Otros servicios que se están entregando a través del sistema de banca móvil son las transacciones de persona a persona (por ejemplo, transferencia de fondos), de persona a negocio (por ejemplo, pagos a comerciantes, pago de facturas de servicios públicos), de empresa a persona (por ejemplo, salario/comisión desembolsada), gobierno a persona (desembolso del subsidio del gobierno).
En mayo de 2012, Laxmi Bank Limited lanzó el primer móvil de la banca en Nepal con su producto Móvil Khata. Móvil Khata que actualmente se ejecuta en una plataforma de un tercero llamado Hello Paisa que es compatible con todas las empresas de telecomunicaciones en Nepal viz. Nepal Telecom, NCell, Smart Tel y UTL, y también es interoperable con varios bancos en el país. Después se unirían a los miembros iniciales de la plataforma de Laxmi Bank Limited el Siddartha Bank, el Banco de Katmandú, Commerz Bank y Trust Bank Nepal e International Leasing & Finance Company.
Barclays ofrece un servicio llamado Barclays Pingit, y Hello Money en África, lo que permite la transferencia de dinero desde el Reino Unido a muchas partes del mundo con un teléfono móvil. Pingit es propiedad de un consorcio de bancos. En abril de 2014, el Consejo de Pagos del Reino Unido puso en marcha el sistema de pago móvil Paym, permitiendo pagos móviles entre los clientes de varios bancos y la construcción de sociedades usando el número de teléfono móvil como destinatario.
En España, CaixaBank dispone de una aplicación para consultar y hacer gestiones en las cuentas de ese banco.